# Szu–80
A Szu–80 (oroszul: Су–80) orosz gyártmányú, kéthajtóműves, kéttörzsű, rövid fel- és leszállási úthosszú (STOL) könnyű szállító és utasszállító repülőgép, melyet a Szuhoj tervezőirodában fejlesztettek ki az 1990-es évek végére. 2001-ben repült először. Csak néhány darabot építettek belőle.

## Története
Az eredetileg SZ–80 jelzésű gép modelljét először az 1989-es Le Bourget-i repülési kiállításon mutatták be. A Szuhoj tervezőiroda és a Komszomolszki Repülőgépgyár közös fejlesztésű gépét az elavult An–24, An–28 és Jak–40-es repülőgépek utódjának szánták, alapvetően a hadsereg és a rendészeti szervek számára. A fejlesztési projekt a szovjet hadiipar polgári átállását célzó konverziós program része volt. Az eredeti tervek szerint a gépnek 1990-re el kellett volna készülnie. A Szovjetunió felbomlása miatt kialakult gazdasági helyzetben a programnak nem volt anyagi fedezete, így a fejlesztés több évig állt. Az eredeti tervek szerint utasszállító és teherszállító, valamint vegyes, teher- és utasszállító változata készült volna.
Végül csak a Szu–80GP jelzésű kombinált, teher-utasszállító változat készült el 2001-re. A gép amerikai  General Electric CT7–9B gázturbinákat kapott. A prototípust a moszkvai MAKSZ–2001 repülési kiállításon, Zsukovszkijban mutatták be.
A prototípussal az első felszállás 2001. szeptember 4-én hajtotta végre Igor Votyincev berepülőpilóta a Gromov Repülő-kísérleti Intézet repülőteréről. Az első repülés 26 percig tartott.
Sorozatgyártása 2006 elején indult el a Komszomolszki Repülőgépgyárban (KnAAPO). Azonban csak három gépet építettek, a Szuhojnak akkor a Szuhoj Superjet program miatt nem volt elég erőforrása a gépre. Az elkészült három gépet az orosz parti őrség és a Rendkívüli Helyzetek Minisztériumának tűzoltó szolgálata állította szolgálatba.
2012-ben Dmitrij Medvegyev orosz miniszterelnök sürgette a gép gyártásának újraindítását orosz hajtóművel, erre azonban (2016-ig) nem került sor.

## Műszaki adatok (Szu–80GP)

### Geometriai méretek és tömegadatok
- Hossz: 18,26 m
- Szárnyfesztávolság: 23,18 m
- Magasság: 5,74 m
- Szárnyfelület: 44,36 nm
- Üres tömeg: 8350 kg
- Maximális felszálló tömeg: 14 200 kg

### Hajtómű
- Hajtóművek száma: 2 db
- Típusa: GE CT7-9B légcsavaros gázturbina
- Felszálló teljesítmény: 2 x 1300 kW (1750 LE)

### Repülési jellemzők
- Gazdaságos utazósebesség: 430 km/h
- Legnagyobb sebesség: 470 km/h
- Hatótávolság: 1300 km
- Legnagyobb repülési magasság: 7600 m
- Felszállási úthossz: 930 m
- Kigurulási úthossz: 640 m

## Lásd még

### Hasonló repülőgépek
- MiG–110